# Куиба (язык)
Куиба (Куива) — один из гуахибских языков. Распространён в восточной части Колумбии. Имеется около 2200 носителей (по данным на 2008 год), 1500 из которых — монолингвы. Кроме того имеется некоторое количество носителей в Венесуэле (по разным данным 380—650 человек).
Подразделяется на 8 диалектов: чирикоа, масиваре, чирипо, ярагууракси-капанапара, маяяеро, мочуело-канасаре-куиба, тампиви, амарува.